# Frankfurter Bürgerbuch

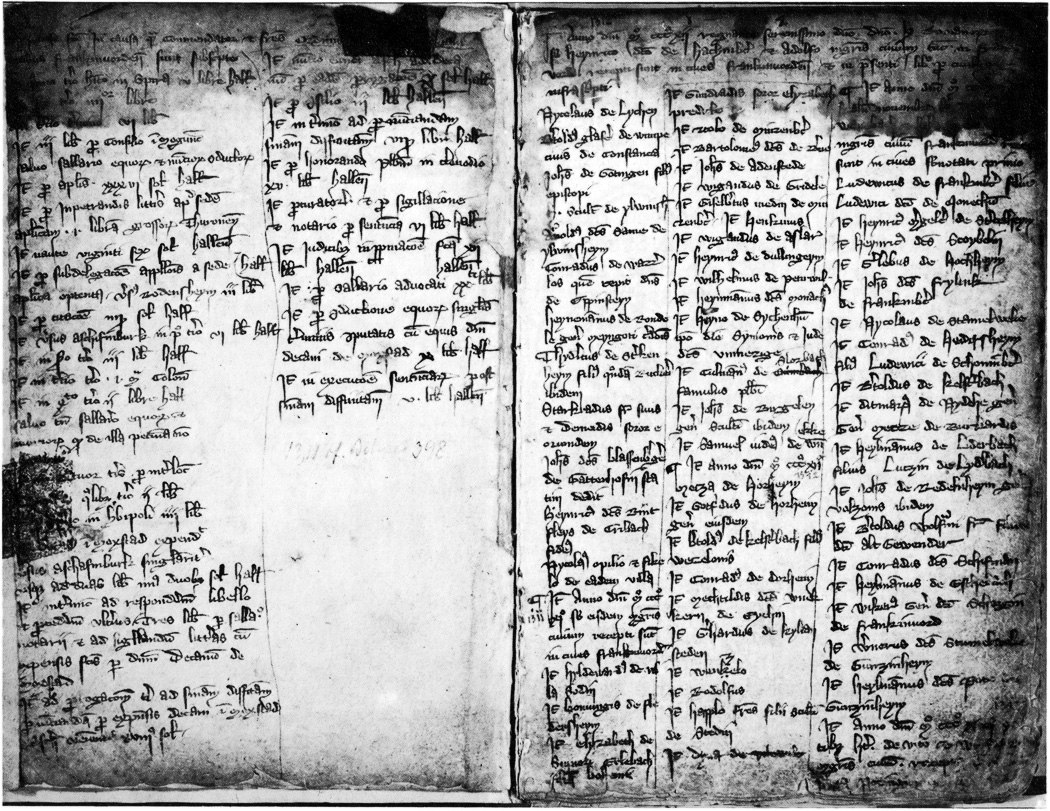
Seite aus dem Frankfurter Bürgerbuch von Dezember 1311

Das Frankfurter Bürgerbuch ist ein Dokument, das von 1311/12 bis 1868 vom
Stadtschreiber der Stadt Frankfurt am Main geführt wurde. Es beinhaltete neben dem Bürgereid die jährlich geführten Bürgerlisten, in denen die Neubürger verzeichnet wurden. Daneben ist der Beisasseneid überliefert, der ein vermindertes Bürgerrecht gewährte.

## Beschreibung
Die Bürgerlisten verzeichneten in chronologischer Reihenfolge die Neueinbürgerungen der Stadt. Hierbei wurde zumindest der Name einer Person erfasst und, dass ihr der Eid abgenommen wurde. Weitere Informationen können neben Familienstand, Abstammung und Herkunft, Höhe des Bürgergeldes, Grundeigentum und Renten, Beruf, Grund der Einbürgerung oder Ausnahmen vom Standardprocedere sein.
So war es beispielsweise möglich, den Eidesschwur oder die Zahlung des Bürgergeldes im Nachhinein zu erledigen, wenn triftige Gründe (Krieg oder mangelnde Liquidität) eines von beiden nicht ermöglichten. Dies hing jedoch von der wirtschaftlichen Situation der Stadt ab. War diese darauf aus, Zuwanderungen möglichst zu verhindern, wurden diese Ausnahmen nicht gewährt. Umgekehrt wurden sie gewährt, wenn man seitens der Ratsherren insbesondere (gesuchte und wertvolle) Fachkräfte wie Brunnenbauer oder Büchsenmacher in die Stadt holen wollte.

### Bedeutung
Seit spätestens 1398 wurde der Eintritt ins Bürgerrecht verpflichtend. Die Zugehörigkeit zur Schwurgemeinschaft der Stadt und die Partizipation am Schutz, den diese gewährte, war ein Novum, da man nicht mehr der (vermeintlichen) Willkür eines Territorialherren (Fürsten) ausgeliefert war. Im Gegenzug musste auch Bürgerpflichten nachgekommen werden. Dazu gehörten beispielsweise bestimmte, als Bürgerfrone bezeichnete, öffentliche Dienste, die Wehrpflicht beim Stadtheer sowie die Mitwirkung bei der Brandbekämpfung. Jeder Bürger erhielt bei der Ableistung seines Bürgereides einen ledernen Feuereimer, den er in seinem Haus jederzeit bereitzuhalten hatte. In den 14 Quartieren der Stadt – zwei in Sachsenhausen, zwölf in der Altstadt und der Neustadt – stand die Bürgerfeuerwehr jeweils unter dem Kommando eines Bürger-Capitains. Kam ein Bürger seinen Pflichten nicht nach, verlor er das Bürgerrecht.
Der Bürger zeichnet sich aus durch eine timokratische Zugehörigkeit zur bürgerlichen Schwur- und Schutzgemeinschaft und partizipiert an der städtischen Gerichtsbarkeit und Politik.
Ganz allgemein unternimmt es die Stadt durch den auf den gemeinen Nutzen verpflichteten Rat, die persönliche Sicherheit, Ruhe und Rechtssicherheit der Bürger zu gewährleisten, ihre Erwerbschancen durch die Wirtschaftsordnung zu sichern und durch die städtische Verwaltung ihrer Wohlfahrt und Fürsorge zu dienen. (Isenmann 2012)
Es bestand eine rechtliche Einheit aus Bürgerrecht, Eintrag ins Bürgerbuch und Bürgereid. Diese rechtliche Einheit ergab sich daraus, dass man den Status als Bürger solange nicht innehatte, bis man den Eid abgeschworen und den Eintrag ins Bürgerbuch erreicht hatte.

### Voraussetzungen für den Eintrag ins Bürgerbuch
Neben dem Bürgergeld und dem Hausstand oder der Rente war auch ein Mindestvermögen, Zugehörigkeit zu einer Zunft bzw. Nachweis über ein zu gründendes Gewerbe und gegebenenfalls die Elternschaft eines Bürgers Voraussetzung. (Bürgersöhne und -töchter wurden in das Bürgerrecht „hineingeboren“, mussten mit Erreichen der Volljährigkeit also nur noch den Schwur erbringen.)
Man durfte nicht unter der Herrschaft eines fremden Fürsten oder Bürger einer fremden Stadt sein. Auch hierfür musste man einen Nachweis erbringen. Mit dem Nachweis eines Handwerks, Gewerbes und Vermögens wollte man von vornherein vermeiden, dass die Neubürger sofort der städtischen Wohlfahrt anheimfallen. Bettler und Arme sollten aus der Stadt herausgehalten werden, da die städtische Fürsorge eines der Bürgerrechte war, die mit der Aufnahme ins Bürgertum einhergingen. Gleichwohl sollte sich die städtische Wohlfahrt durch die Abgaben der vermögenden Bürger vermutlich weitgehend selbst tragen.
Dennoch zog die Stadt Arme und Erwerbslose an, weil man als Inhaber des Bürgerrechts ebendiese bürgerlichen Freiheiten und Privilegien genießen konnte. Die Mitglieder dieser untersten Bevölkerungsschicht (paupertas) waren jedoch meist nicht im Stande, die städtischen Steuern zu entrichten. Sie waren also aus Sicht der Stadt ein Minusgeschäft, zumal viele oftmals auch körperlich beeinträchtigt waren, was sie somit auch zur Untauglichkeit beim städtischen Wachdienst einstufte.
Der Stadt war vielmehr daran gelegen, reiche Bürger (siehe auch Ausbürger) zu werben und zu halten. Deswegen war ein Abzugsgeld zu entrichten und man verlor das Bürgerrecht, wenn man die Stadt dauerhaft verlassen wollte.

### Aufgabe des Bürgerrechts
Wollte man das Bürgerrecht abgeben, musste dies formal aufgekündigt werden. Auch dies wurde dann im Bürgerbuch vermerkt. Gleichzeitig war man verpflichtet ein Abzugsgeld (gewissermaßen als Entschädigung der Stadt für die Steuerausfälle des weggezogenen Bürgers) zu entrichten. Die Angehörigen behielten hingegen das Bürgerrecht, wenn ein Einwohner abzog.

### Sonderstellungen
Gäste der Stadt, Juden, Frauen, Klerus und Adel konnten in der Regel nicht ins Bürgerbuch aufgenommen werden, weil sie nicht das volle Bürgerrecht in Anspruch nehmen durften. Klerus und Adel gehörten einem eigenen Stand an und sollten auch nicht am stadtbürgerlichen Eigentum Anteil haben.
Juden als königliche Kammerknechte standen unter dem Schutz des Judenregals. Sie hatten einen eigenen Eid zu schwören und kamen in der Regel nicht in den Genuss des Bürgerrechts.
Frauen partizipierten vom Bürgerrecht des Ehegatten, konnten jedoch nur selten für sich allein des Bürgerrecht und den Eintrag ins Bürgerbuch erreichen.
Kinder von Bürgern bekamen das Bürgerrecht durch Geburt.